# Jaraun Burrows
Jaraun Kevan Burrows (Nassau; 23 de febrero de 1987) es un jugador de baloncesto bahameño que pertenece a la plantilla del Saint-Vallier Basket Drôme de la NM1, la tercera categoría del baloncesto francés. Mide 1,98 metros de altura, y juega en la posición de alero.

## Trayectoria deportiva
Es un jugador formado a caballo entre la Volunteer State College y Fort Wayne Mastodons y tras no ser drafteado en 2008, debutaría como profesional en Suecia en las filas del Södertälje Kings, para después volver a Estados Unidos y jugar durante dos temporadas en la ABA con Nashville Broncs y Music City Stars.
Tras un paso por Eslovaquia, jugó durante dos temporadas con el Starwings Basket Regio Basel (2011-2013). Más tarde jugaría una temporada en Finlandia en las filas del Tapiolan Honka y otra en Suecia, en BC Luleå, antes de llegar el 2016 al baloncesto francés para jugar en PRO B con el Provence Basket.
En la temporada 2017-18, consigue el ascenso a la PRO A y en la siguiente campaña debutaría en una liga de máximo nivel, como es la PRO A.